# Chris Masoe
Matemini Christopher „Chris“ Masoe (* 15. Mai 1979 in Savaiʻi, Samoa) ist ein ehemaliger neuseeländischer Rugby-Union-Spieler auf der Position des Flügelstürmers und der Nummer Acht. Er spielte für die Hurricanes in der Super 14 und für die neuseeländische Nationalmannschaft, anschließend war er in Frankreich bei Castres Olympique, RC Toulon und Racing 92 tätig. Seine älteren Brüder Maselino Masoe und Mika Masoe waren erfolgreiche Boxer.

## Biografie

### Vereinskarriere
Masoe wurde auf der zu Samoa gehörenden Insel Savaiʻi, als zweitjüngstes von 13 Kindern. Mit seiner Familie wanderte er im Alter von acht Jahren nach Neuseeland aus und wuchs in Wanganui auf. In der neuseeländischen Meisterschaft spielte er zunächst für die Auswahl der Wanganui Rugby Football Union, später für die Taranaki Rugby Football Union und schließlich für die Wellington Rugby Football Union. In der internationalen Meisterschaft Super 14 spielte er 2001 für die Chiefs aus Hamilton, von 2003 bis 2008 für die Hurricanes aus Wellington. Beim Super-14-Finale am 27. Mai 2006 in Christchurch gegen die Crusaders entriss der ehemalige Nationalmannschaftskapitän Tana Umaga einer Zuschauerin die Handtasche und schlug damit seinem Hurricanes-Teamkollegen Masoe auf den Kopf, wobei das in der Handtasche befindliche Mobiltelefon zerbrach. Masoe hatte zuvor versucht, einen anderen Zuschauer zu schlagen und wurde deshalb von der New Zealand Rugby Union zu einer Geldstrafe von 3000 Dollar verurteilt.
Im Juli 2008 wechselte Maseo zum französischen Erstligisten Castres Olympique. Mit diesem Verein erreichte er sowohl in der Saison 2009/10 als auch in der Saison 2010/11 das Viertelfinale der Meisterschaft Top 14. In der Saison 2011/12 stieß Castres bis ins Halbfinale vor; aufgrund seiner überragenden Leistungen erhielt Masoe die Auszeichnung als Spieler des Jahres. Auf die Saison 2012/13 hin schloss er sich dem RC Toulon an. Mit diesem gewann er gleich in seiner ersten Saison den Heineken Cup 2012/13 gegen die ASM Clermont Auvergne. In derselben Saison erreichte Toulon auch das Top-14-Finale, unterlag aber Masoes früherem Verein Castres. Im Dezember 2013 zog er sich einen Seitenbandriss am Knie zu, verpasste dadurch einen großen Teil der Saison und konnte wenig zum Meistertitel seines Teams sowie zum Gewinn des Heineken Cup 2013/14 beitragen.
In der Saison 2014/15 gewann Masoe mit dem RC Toulon das Finale des European Rugby Champions Cup, unterlag aber Stade Français im Halbfinale der Mannschaft. Anschließend gab er im Juni 2015 seinen Wechsel zum Pariser Verein Racing 92 bekannt. Mit diesem gewann er die Meisterschaft der Saison 2015/16. Sein letztes Spiel für Racing 92 bestritt er am 28. Mai im Meisterschaftshalbfinale gegen Clermont, das mit 31 zu 37 verloren ging. Seinen Abschied vom Spitzensport hatte er vier Tage später mit dem Team der Barbarians, das in Belfast gegen Ulster Rugby antrat.

### Nationalmannschaft
2001/02 gehörte Masoe eine Saison lang der Siebener-Rugby-Nationalmannschaft an und nahm unter anderem an den Commonwealth Games 2002 in Manchester teil, wo er die Goldmedaille gewann.
Masoe wurde im Hinblick auf die End-of-year Internationals 2005 in den Kader der neuseeländischen Nationalmannschaft berufen. Sein erstes Test Match für die All Blacks bestritt er am 5. November 2005 in Cardiff gegen Wales. Da auf seinen Positionen teamintern starke Konkurrenz herrschte, war er eher ein Ergänzungsspiel. Dennoch erhielt er das Aufgebot für die Weltmeisterschaft 2007. Sein letztes Spiel für Neuseeland war das Viertelfinale am 6. Oktober 2007, das mit einer 18:20-Niederlage gegen Gastgeber Frankreich endete. Zwar berief ihn Nationaltrainer Graham Henry für die Tri Nations 2008 nochmals in den Kader, doch er kam nicht mehr zum Einsatz.

### Trainer
Ab 2017 gehörte Masoe zum Trainerstab seines letzten Vereins Racing 92, wo er als Trainingsleiter für individuelle Spieltechniken zuständig war. Im Dezember 2017 folgte nach dem Abgang von Ronan O’Gara die Ernennung zum Assistenztrainer, worauf er für die gesamte Verteidigung verantwortlich war. Im Mai 2020 verließ Masoe Racing 92, nachdem sein Vertrag nicht verlängert worden und er durch Dimitri Szarzewski ersetzt worden war. Drei Monate später wechselte er in den Trainerstab des Zweitligisten US Carcassonne.

## Erfolge
- Goldmedaille Siebener-Rugby Commonwealth Games 2002
- Sieger Heineken Cup 2012/13 und Heineken Cup 2013/14
- Sieger European Rugby Champions Cup 2014/15
- Französischer Meister 2013/14 und 2015/16

## Auszeichnungen
- Sportler des Jahres der Provinz Tanaki 2002
- Neuseeländischer Siebener-Rugby-Spieler des Jahres 2002
- Bester Spieler der Top 14 in der Saison 2011/12